# Werner von Beesten
Werner von Beesten (* 19. April 1832 in Osnabrück; † 30. März 1905 in Lingen) war ein deutscher Jurist und Politiker.

## Leben
Werner Carl Gerhard Anton von Beesten wurde am 19. April 1832 in Osnabrück als Sohn des Oberstleutnants Alexander von Beesten (1788–1859) und dessen Ehefrau Caroline von Beesten, geb. Brandenburg (1803–1864), geboren. Er gehörte der Rheiner Linie der westfälischen Adelsfamilie Beesten an, die ursprünglich aus dem namensgebenden Ort Beesten stammte. 1852 legte er am Gymnasium Carolinum das Abitur ab und studierte im Anschluss daran an den Universitäten von Bonn, Heidelberg und Göttingen Rechtswissenschaften. Nach dem Studium war er in Berum, Sögel und Meppen als Amts-Assessor und Schiedsmann tätig.
Beesten war von 1863 bis 1893 Bürgermeister der Stadt Lingen, Mitglied des Kreistages des Kreises Lingen, Mitglied des Provinzial-Landtages der preußischen Provinz Hannover und als Abgeordneter des Wahlkreises Lingen/Bentheim von 1866 bis 1870 Mitglied des Preußischen Abgeordnetenhauses in Berlin. Während des Kulturkampfs schlug er sich als Liberaler auf Seiten des Staates und befand sich im Gegensatz zur mehrheitlich katholischen Bevölkerung der Stadt. Seine Verwaltung versuchte die katholische Zentrumspartei bei den Wahlen zum Preußischen Abgeordnetenhaus zugunsten der Regierungskandidaten massiv zu benachteiligen, was viele Beschwerden nach sich zog, auch Wahlprüfungsverfahren des Parlaments, das seine Praktiken teilweise rügte. Er musste sein Amt als Bürgermeister wegen dienstlicher Verfehlungen schließlich niederlegen.
Werner von Beesten war Initiator und Vorsitzender der Königlichen Gesellschaft für die linksemsischen Kanäle und der Königlichen Kanalkommission von Münster. Er war maßgeblich an der Verwirklichung der Pläne für die Fertigstellung des Ems-Vechte-Kanals 1879 und des Dortmund-Ems-Kanals 1899 beteiligt. Sein besonderes Interesse galt der Emslanderschließung, der Moorkolonisierung und dem Ausbau des Linksemsischen Kanalnetzes. Darüber hinaus erwirkte er eine Änderung des damaligen Berggesetzes und gründete 1877 einen Landwirtschaftlichen Verein für die Stadt Lingen und deren Umland.
Werner von Beesten war katholischer Konfession und seit 1869 mit Johanna von Beesten, geb. Hengehold (1848–1935), verheiratet. Aus der Ehe stammen vier Kinder, darunter der Jurist Heinrich von Beesten (1871– ) und der Mediziner Carl von Beesten (1872–1964). Er starb am 30. März 1905 im Alter von 72 Jahren in Lingen und wurde auf dem dortigen alten Friedhof beigesetzt. Das Grab ist heute nicht mehr erhalten.
Die Werner-von-Beesten-Straße in Lingen wurde nach ihm benannt. Diese Straße befindet sich in der Nähe seines ehemaligen Landguts nahe Darme bei Lingen, das Haus Heidhof genannt wird.